# Euselates fairmairei
Euselates fairmairei är en skalbaggsart som beskrevs av Miksic 1974. Euselates fairmairei ingår i släktet Euselates och familjen Cetoniidae. Inga underarter finns listade i Catalogue of Life.